# Akmal Ikramow

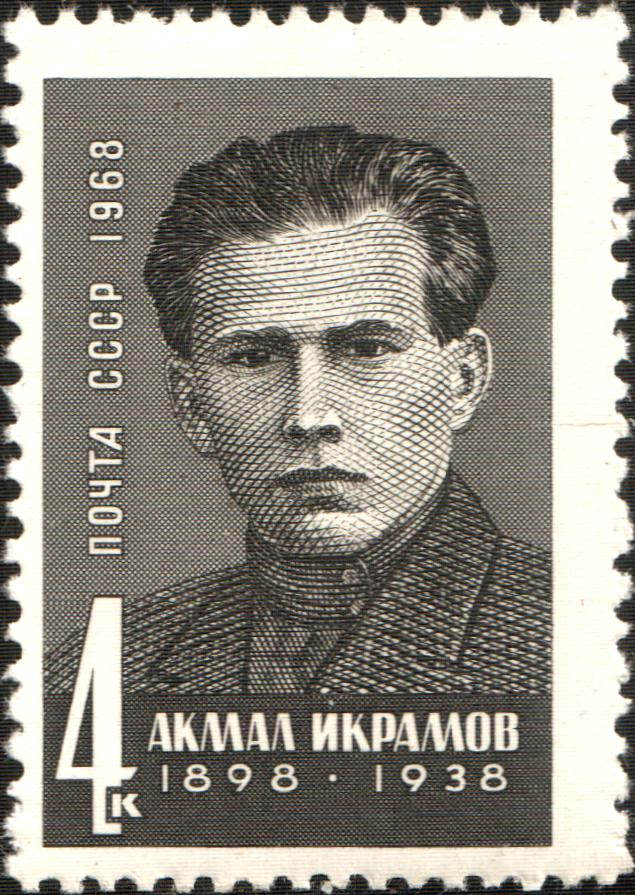
Akmal Ikramow auf einer sowjetischen Briefmarke

Akmal Ikramowitsch Ikramow (russisch Акмаль Икрамович Икрамов; usbekisch Akmal Ikromovich Ikromov; * 1898 in Taschkent, Russisches Reich; † 13. März 1938 in Moskau, Sowjetunion) war ein usbekisch-sowjetischer Politiker und von 1929 bis 1937 Generalsekretär der kommunistischen Partei der Usbekischen SSR.

## Leben
Ikramow wurde 1898 in eine usbekische Familie in Taschkent geboren, das damals zum Russischen Reich gehörte. 1918 trat er der Kommunistischen Partei bei. 1922 ging er nach Moskau und studierte dort an der Kommunistischen Swerdlow-Universität. 1925 wurde er Sekretär der Kommunistischen Partei in der neu gegründeten Usbekischen Sozialistischen Sowjetrepublik und war auch eine Zeit lang als Chefredakteur der Zeitschrift „Kommunist“ tätig.
1929 stieg er schließlich zum ersten Sekretär der KP in der Usbekischen SSR auf, war also de facto Regierungschef im sowjetischen Usbekistan. Er war der erste ethnische Usbeke in diesem Amt, das er bis 1937 bekleidete. 1930 versuchte sein Vorgänger Isaak Selenski ihn abzusetzen, Ikramow konnte sich jedoch im Amt halten.
Mitte 1937 wurde er, wie viele andere Kommunisten der ersten Stunde, im Zuge des von Stalin veranlassten Großen Terrors verhaftet. Ihm wurden anti-sowjetische, trotzkistische Aktivitäten vorgeworfen. Im dritten Moskauer Prozess wurde er zum Tode verurteilt und am 13. März (anderen Quellen zufolge am 15. März) 1938 erschossen.
1957 wurde er posthum rehabilitiert.